# Aïn Charchar
Aïn Charchar (în arabă عين شرشار) este o comună din provincia Skikda, Algeria.
Populația comunei este de 15.725 de locuitori (2008).